# Décès en 2012
Décès
- 2008
- 2009
- 2010
- 2011
- 2012
- 2013
- 2014
- 2015
- 2016

Cet article présente une liste de personnalités mortes au cours de l'année 2012 dont la date de décès précise est inconnue.
La liste des personnes référencées dans Wikipédia est disponible dans la page de la Catégorie:Décès en 2012

Les mois de l'année font l'objet de listes spécifiques :